# Скорч
Скорч (пољ. Skórcz) град је у Пољској у Војводству поморском. По подацима из 2012. године број становника у месту је био 3605.

## Становништво
| 2012. |
| ----- |
| 3.605 |